# アレクサンドル・ポポフ (フィギュアスケート選手)
アレクサンドル・ポポフ（ロシア語: Александр Попов、ラテン翻字：Alexander Popov、1984年1月10日 - ）は、ロシアペルミ出身の男性フィギュアスケート選手。2003年トリグラフトロフィー優勝。パートナーはアリーナ・ウシャコワ。

## 経歴
ペルミに生まれ、5歳のころにスケートを始めた。2000年にアリーナ・ウシャコワとペアを結成し、2002-2003年シーズンよりISUジュニアグランプリに参戦を果たした。2003-2004年シーズンにはJGPバルト杯で2位、JGPチェコスケートで3位となり、トリグラフトロフィーのジュニアクラスで優勝するなど頭角を現した。
2004-2005年シーズンにはJGPウクライナ記念で優勝し、JGPファイナルへも進出を果たしたが、JGPファイナルでは6位に終わった。シーズン終了後にアリーナ・ウシャコワとペアを解散。事実上の引退。

## 主な戦績
| 大会/年               | 2002-03 | 2003-04 | 2004-05 |
| --------------------- | ------- | ------- | ------- |
| ロシア選手権          | 9       |         |         |
| JGPファイナル         |         |         | 6       |
| JGPクールシュベル     |         |         | 2       |
| JGPウクライナ記念     |         |         | 1       |
| JGPバルト杯           |         | 2       |         |
| JGPチェコスケート     |         | 3       |         |
| JGPスケートスロバキア | 6       |         |         |
| トリグラフトロフィー  |         | 1       |         |

### 詳細
| 2004-2005 シーズン     |                                                            |         |         |          |
| 開催日                 | 大会名                                                     | SP      | FS      | 結果     |
| 2004年12月2日-5日      | 2004ジュニアグランプリファイナル（ヘルシンキ）             | 7 36.5  | 4 87.62 | 6 124.12 |
| 2004年9月30日-10月3日  | ISUジュニアグランプリ ウクライナ記念（キエフ）             | 1 50.61 | 1 84.69 | 1 135.3  |
| 2004年8月26日-29日     | ISUジュニアグランプリ クールシュヴェル（クールシュヴェル） | 3 50.36 | 1 84.77 | 2 135.13 |
| 2003-2004 シーズン     |                                                            |         |         |          |
| 開催日                 | 大会名                                                     | SP      | FS      | 結果     |
| 2003年10月30日-11月2日 | ISUジュニアグランプリ グダニスク杯（グダニスク）           | 2       | 2       | 2        |
| 2003年10月2日-5日      | ISUジュニアグランプリ チェコスケート（オストラヴァ）       | 1       | 3       | 3        |
| 2002-2003 シーズン     |                                                            |         |         |          |
| 開催日                 | 大会名                                                     | SP      | FS      | 結果     |
| 2002年10月3日-6日      | ISUジュニアグランプリ スケートスロバキア（ブラチスラヴァ） | 6       | 6       | 6        |